# خاویر مرسیه
خاویر مرسیه (انگلیسی: Xavier Mercier؛ زادهٔ ۲۵ ژوئیهٔ ۱۹۸۹) بازیکن فوتبال اهل فرانسه است.
از باشگاه‌هایی که در آن بازی کرده‌است می‌توان به باشگاه فوتبال گنگام، باشگاه فوتبال سرکل بروژ، باشگاه فوتبال اود-هورلی لوون، و باشگاه فوتبال کورتریک اشاره کرد.